# Авільяно-Умбро
Авільяно-Умбро (італ. Avigliano Umbro) — муніципалітет в Італії, у регіоні Умбрія, провінція Терні.
Авільяно-Умбро розташоване на відстані близько 85 км на північ від Рима, 55 км на південь від Перуджі, 20 км на північний захід від Терні.
Населення — 2607 осіб (2014).

## Демографія
Населення за роками:

Станом на 1 січня 2023 року в муніципалітеті офіційно проживали 154 іноземці з 26 країн, серед них 85 громадян країн Євросоюзу та 15 громадян України.

## Сусідні муніципалітети
- Аккуаспарта
- Амелія
- Гуардеа
- Монтекастриллі
- Монтеккьо
- Тоді